# Life Guards

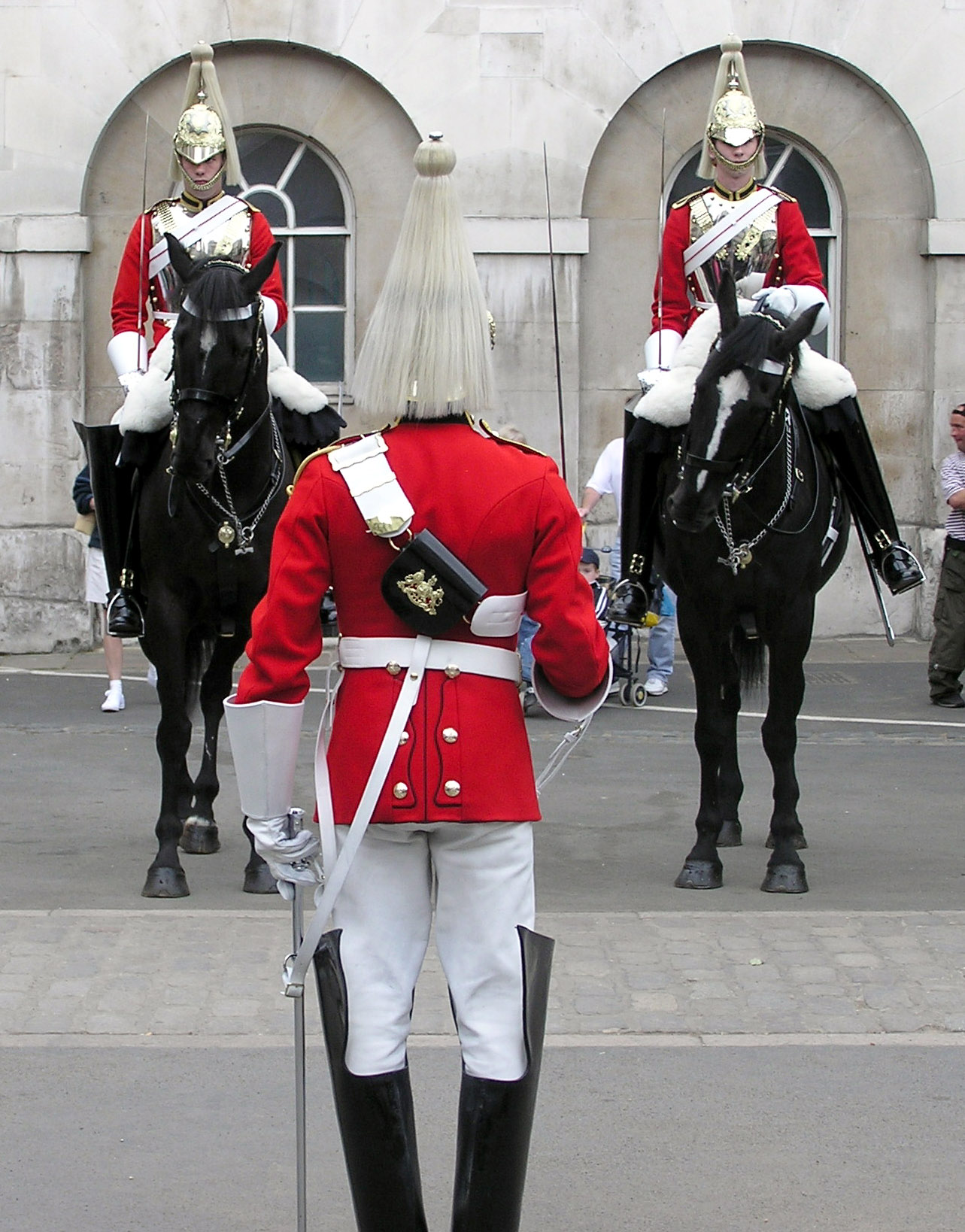
Cavaleiros do regimento "Life Guards".

O Life Guards, juntamente com os Horse Guards, é um dos regimentos de cavalaria da Household Division. É o mais antigo do exército britânico.

## História
Originou-se em quatro tropas de guardas a cavalo reunidos por Carlos II de Inglaterra à época da Restauração, mais duas tropas de guardas granadeiros a cavalo formadas alguns anos mais tarde.
- O primeiro grupo foi formado em Bruges em 1658 com o nome de "His Majesty's Own Troop of Horse Guards". Constituiu-se em parte do contingente reunido pelo rei Carlos II no exílio, como sua contribuição ao exército de Filipe IV de Espanha que estava a combater os Franceses e seus aliados, a Commonwealth sob o Lorde Protetor Oliver Cromwell na Guerra Franco-Espanhola e a concorrente Guerra Anglo-Espanhola.
- O segundo grupo foi originalmente fundado em 1659 sob o nome "Monck's Life Guards".
- O terceiro grupo, assim como o primeiro foi formado em 1658 com Realistas exilados, e foi conhecido inicialmente como "The Duke of York's Troop of Horse Guards".
- O quarto grupo foi constituído em 1661 na Inglaterra.
- A primeira tropa de guardas granadeiros a cavalo foi formada em 1693 do amálgama de três tropas de granadeiros.
- A segunda tropa de granadeiros a cavalo foi formada na Escócia em 1702.